# 圣司提反堂 (布里斯托尔)
圣司提反堂（St Stephen's Church）是一座英格兰圣公会教堂，位于英格兰布里斯托尔的圣司提反大道（St Stephen's Avenue）。
1959年1月8日，该堂列为 I级登录建筑.。

## 历史

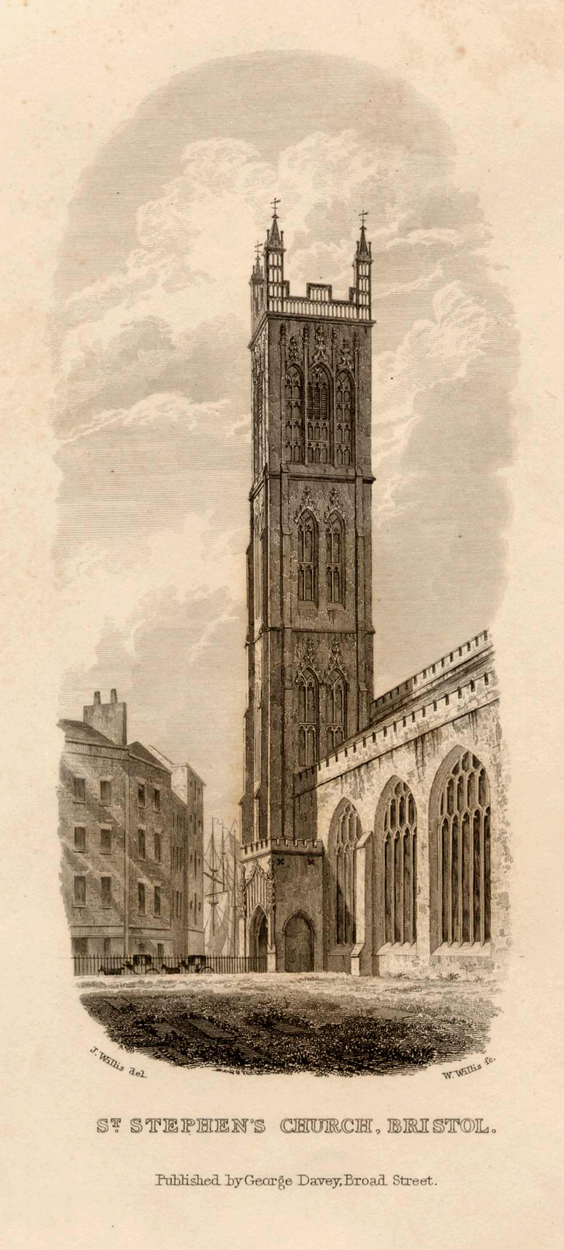

该堂创建于11世纪，在14世纪和1470年重建。钟楼和东窗由市长约翰•希普沃德捐资修建 钟楼由石匠本笃克罗斯建造。
此处位于河岸港口边， 1703年一场暴风雨后，进行了修复。1873年，走道和东窗进行了改建。
钟楼底座为18× 20 英尺，高152 英尺。 
1885年，年轻的拉姆齐·麦克唐纳在此担任牧师助理。麦克唐纳在布里斯托尔加入了他的第一个激进组织，1886年初移居伦敦。后来，麦克唐纳成为第一位工党出身的英国首相。